# 森克己
森 克己（もり かつみ、1903年9月26日 - 1981年4月26日）は、日本の歴史学者。専門は対外関係史。中央大学文学部教授などを歴任した。

## 経歴
1903年、長野県下高井郡豊郷村（現：野沢温泉村）生まれ。旧制麻布中学校、第二高等学校を経て、1929年に東京帝国大学文学部国史学科卒業。
1941年から史料編纂官を務めた後、満洲建国大学助教授となり、1943年同教授。1945年敗戦により帰国。
1945年に『日宋貿易の研究』によって東京帝国大学文学博士号を取得。1947年から九州帝国大学法文学部教授を務めた。1952年からは横浜市立大学文理学部教授、1953年東京都立大学人文学部教授、1959年より中央大学文学部教授。1974年に中央大学を退職し、愛知学院大学文学部教授を1979年まで務めた。

## 受賞・栄典
- 1949年西日本文化賞受賞。

## 著書
- 『大東亞共榮圈の歴史性』滿洲帝國協和會建國大學分會出版部 1942
- 『日宋貿易の研究』国立書院 1948
- 『日宋文化交流の諸問題』刀江書院 1950
- 『遣唐使』至文堂・日本歴史新書 1955
- 『人身売買 海外出稼ぎ女』至文堂・日本歴史新書 1959
- 『日本の歴史 鎌倉武士 鎌倉時代』ポプラ社 1969
- 『日本の歴史 南北朝のあらそい 室町時代』ポプラ社 1969
- 『森克己著作選集』全6巻、国書刊行会 1975-76

第1巻 日宋貿易の研究 新訂
第2巻 続・日宋貿易の研究
第3巻 続々・日宋貿易の研究
第4巻 日宋文化交流の諸問題 増補
第5巻 史苑逍遥 1976
第6巻 満洲事変の裏面史
- 『新編森克己著作集』全4巻、勉誠出版 2008-11

第1巻 日宋貿易の研究 2008
第2巻 日宋貿易の研究 続 2009
第3巻 日宋貿易の研究 続続 2009
第4巻 増補日宋文化交流の諸問題 2011

### 記念論集
- 『対外関係と社会経済 森克己博士還暦記念論文集』塙書房 1968
- 『対外関係と政治文化 史学論集』森克己博士古稀記念会編 吉川弘文館 1974